# 小牧市立小牧南小学校
小牧市立小牧南小学校（こまきしりつこまきみなみしょうがっこう）は、愛知県小牧市にある市立の小学校である。

## 沿革
- 1873年（明治6年） - 応時学校が創立。
- 1876年（明治9年） - 外山学校に改称。
- 1892年（明治25年） - 外山尋常小学校に改称。
- 1907年（明治40年） - 小牧第四尋常小学校に改称。
- 1908年（明治41年） - 小牧尋常高等小学校に改称。
- 1910年（明治43年） - 小牧第二尋常小学校に改称。
- 1941年（昭和16年） - 外山国民学校に改称。
- 1947年（昭和22年） - 小牧町立外山学校に改称。
- 1951年（昭和26年） - 小牧町立小牧南小学校に改称。
- 1955年（昭和30年） - 小牧市立小牧南小学校に改称。

## 所在地
愛知県小牧市若草町82番地

## 通学区域
- 小牧市[2]
  - 南外山
  - 南外山字長田
  - 南外山字佃
  - 南外山字間島
  - 南外山字道上
  - 北外山（一部の地域）
  - 北外山字宮ノ腰
  - 桜井本町
  - 掛割町
  - 若草町
  - 小牧四丁目（一部の地域）
  - 小牧五丁目（一部の地域）
  - 春日寺一丁目から三丁目
  - 常普請一丁目から三丁目
  - 外堀一丁目（一部の地域）
  - 桜井
  - 郷中一丁目

## 周辺
- 清水屋 小牧店
- 小牧市南スポーツセンター
- 北外山城跡（北外山砦）
- フィール小牧店
- ジョーシン小牧店

## 出身者
- 岡田麻央（3x3選手、元バスケットボール選手）
- 神戸眞（小牧市長、衆議院議員）
- 田中友尋（実業家）
- 寺本明日香 （日本の体操選手、コーチ）

## その他
新校舎の建設及び改築工事が進行中